# Sinophorus furus
Sinophorus furus är en stekelart som först beskrevs av Cresson 1872.  Sinophorus furus ingår i släktet Sinophorus och familjen brokparasitsteklar. Inga underarter finns listade i Catalogue of Life.